# Gaußsche hypergeometrische Funktion
Unter der hypergeometrischen Funktion {\displaystyle {}_{2}F_{1}(a,b;c;z)}, auch als Gaußsche hypergeometrische Funktion oder als gewöhnliche hypergeometrische Funktion bezeichnet, versteht man in der Mathematik eine Potenzreihe, welche Lösung der hypergeometrischen Differentialgleichung ist. Sie ist ein Spezialfall der verallgemeinerten hypergeometrischen Funktion.
Die Funktion geht einher mit bedeutenden Mathematikern wie Leonhard Euler, Bernhard Riemann oder Carl Friedrich Gauß. Sie findet häufig Anwendung in der mathematischen Physik.

## Definition
Die hypergeometrische Funktion ist für {\displaystyle |z|<1} definiert über die Potenzreihe
{\displaystyle {}_{2}F_{1}(a,b;c;z)=\sum _{n=0}^{\infty }{\frac {(a)_{n}(b)_{n}}{(c)_{n}}}{\frac {z^{n}}{n!}}={\frac {\Gamma (c)}{\Gamma (a)\,\Gamma (b)}}\sum _{n=0}^{\infty }{\frac {\Gamma (a+n)\Gamma (b+n)}{\Gamma (c+n)}}{\frac {z^{n}}{n!}}}
für {\displaystyle a,b,c\in \mathbb {C} }, wobei {\displaystyle c} keine nichtpositive ganze Zahl ist und
die Funktion {\displaystyle \Gamma (\cdot )} die Gammafunktion darstellt. Mit
{\displaystyle (q)_{n}:=\prod _{k=0}^{n-1}(q+k)=q(q+1)\cdots (q+n-1)={\frac {\Gamma (q+n)}{\Gamma (q)}}}
ist das aufsteigende Pochhammer-Symbol gemeint (die letzte Gleichheit folgt aus der Funktionalgleichung der Gammafunktion).
Wäre {\displaystyle c} eine nichtpositive ganze Zahl, so wäre {\displaystyle (c)_{n}=0} für große {\displaystyle n}. Daher ist die hypergeometrische Funktion für solche {\displaystyle c} nicht definiert.

## Konvergenz
Diese Potenzreihe wird zu einem Polynom, wenn {\displaystyle a} oder {\displaystyle b} eine nichtpositive ganze Zahl ist.
Sofern sie kein Polynom ist, konvergiert die Potenzreihe für {\displaystyle |z|<1} und ist divergent für {\displaystyle |z|>1}.
Werte der Funktion {\displaystyle {}_{2}F_{1}(a,b;c;z)} für {\displaystyle |z|\geq 1,z\neq 1} sind durch analytische Fortsetzung bestimmt; Verzweigungspunkte sind die Punkte {\displaystyle 1} und {\displaystyle \infty }.
Zur Konvergenz auf dem Rand {\displaystyle |z|=1} kann folgendes gesagt werden:
Die Potenzreihe konvergiert absolut für {\displaystyle |z|=1}, wenn {\displaystyle \operatorname {Re} \left(c-a-b\right)>0}, und zwar im Fall {\displaystyle z=1} gegen
{\displaystyle _{2}F_{1}(a,b;c;1)={\frac {\Gamma (c)\Gamma (c-a-b)}{\Gamma (c-a)\Gamma (c-b)}}.}
Falls {\displaystyle \textstyle a+b\geq c} gilt und {\displaystyle z} reell ist, lässt sich die folgende Konvergenzbedingung angeben:
{\displaystyle \lim _{z\rightarrow 1}(1-z){\frac {\mathrm {d} \log(_{2}F_{1}(a,b;c;z^{2}))}{\mathrm {d} z}}=a+b-c}.

## Die hypergeometrische Differentialgleichung
Die Funktion genügt, wie von Euler angegeben, einer linearen Differentialgleichung 2. Ordnung. Durch Einsetzen von {\displaystyle w={}_{2}F_{1}(a,b;c;z)} erkennt man, dass die oben angegebene Reihe die nachstehende hypergeometrische Differentialgleichung erfüllt:
{\displaystyle z(1-z){\frac {\mathrm {d} ^{2}w}{\mathrm {d} z^{2}}}+\left[c-(a+b+1)z\right]{\frac {\mathrm {d} w}{\mathrm {d} z}}-ab\,w=0}
Die Reihe ist damit partikuläre Lösung der Differentialgleichung. Die Lösung gilt für den Bereich um die singulären Punkte {\displaystyle z=0,z=1} und {\displaystyle z=\infty }. Mit Varianten der gewöhnlichen hypergeometrischen Funktion können schließlich alle Lösungen der hypergeometrischen Differentialgleichung angegeben werden.
Euler gab zudem eine Integraldarstellung für die Lösung der hypergeometrischen Differentialgleichung:
{\displaystyle {}_{2}F_{1}(a,b;c;z)={\frac {\Gamma (c)}{\Gamma (b)\Gamma (c-b)}}\int _{0}^{1}t^{b-1}(1-t)^{c-b-1}(1-zt)^{-a}\,\mathrm {d} t}
Jede Differentialgleichung mit drei hebbaren singulären Punkten kann durch Transformation der Variablen in die hypergeometrische Differentialgleichung überführt werden.

## Anwendungen

### Spezielle Funktionen
Viele in der Mathematik übliche Funktionen können durch die Gaußsche hypergeometrische Funktion ausgedrückt werden. Einige Identitäten, die für {\displaystyle |z|<1} gelten, sind:
{\displaystyle {}_{2}F_{1}\left(1,1;1;z\right)={\frac {1}{1-z}}}
{\displaystyle {}_{2}F_{1}\left(-\alpha ,1;1;-z\right)=(1+z)^{\alpha },\qquad \alpha \in \mathbb {R} }
{\displaystyle {}_{2}F_{1}\left(1,1;2;-z\right)={\frac {1}{z}}\ln(1+z)}
{\displaystyle {}_{2}F_{1}\left({\frac {1}{2}},1;{\frac {3}{2}};z^{2}\right)={\frac {1}{2z}}\ln {\frac {1+z}{1-z}}}
{\displaystyle {}_{2}F_{1}\left({\frac {1}{2}},{\frac {1}{2}};{\frac {3}{2}};z^{2}\right)={\frac {1}{z}}\arcsin z}
Eine Funktion ist:
{\displaystyle \operatorname {_{2}F_{1}} \left(a,\,b;\,c;\,z\right)={\frac {\Gamma \left(1-a\right)\cdot \Gamma \left(c\right)}{\Gamma \left(c-a\right)}}\cdot \operatorname {P_{-a}^{c-1,\,b+a-c}} \left(1-2\cdot z\right)}
wobei {\displaystyle \operatorname {P_{n}^{a,\,b}} \left(z\right)} die Jacobi-Polynomfunktion ist.

### Stammfunktionen
Mit der hypergeometrischen Funktion lassen sich u. a. folgende elementare Stammfunktionen angeben:
{\displaystyle \int \cos ^{n}(x)\,\mathrm {d} x=-{\frac {\sqrt {\sin ^{2}(x)}}{\sin(x)}}\,{\frac {\cos ^{n+1}(x)}{n+1}}\,{}_{2}F_{1}\left({\frac {1}{2}},{\frac {n+1}{2}};{\frac {n+3}{2}};\cos ^{2}(x)\right)}
{\displaystyle \int \sin ^{n}(x)\,\mathrm {d} x=-\cos(x)\,{\frac {\sin ^{n+1}(x)}{\sin ^{2}(x)^{\frac {n+1}{2}}}}\,{}_{2}F_{1}\left({\frac {1}{2}},{\frac {1-n}{2}};{\frac {3}{2}};\cos ^{2}(x)\right)}

## Berechnung der hypergeometrischen Funktion
Die hypergeometrische Funktion kann prinzipiell über ihre Reihen-Entwicklung berechnet werden. Nach Gauß konvergiert die Reihe für reelle sowie komplexe Werte {\displaystyle |z|<1} sicher. Häufig kommt es aber zu ungünstigen Konstellationen, welche die Berechnung erheblich erschweren. Der Funktionswert im Bereich {\displaystyle |z|>0,9} kann praktisch bereits erhebliche Probleme verursachen. Hier sind Transformationen sowie Lösungen für spezielle Funktionswerte hilfreich. Für den Wert {\displaystyle z=1} gilt etwa:
{\displaystyle {}_{2}F_{1}(a,b;c;1)={\frac {\Gamma (c)\,\Gamma (c-a-b)}{\Gamma (c-a)\,\Gamma (c-b)}}}
Weiterhin ist die lineare Transformation
{\displaystyle {}_{2}F_{1}(a,b;c;z)=(1-z)^{c-a-b}{}_{2}F_{1}(c-a,c-b;c;z)}
sehr hilfreich bei ungünstigen Konstellationen der Koeffizienten. Weitere Verfahren, spezielle Lösungen sowie Transformationen finden sich über die unten angegebenen Weblinks.